# Gardnerville
Gardnerville is een plaats (census-designated place) in de Amerikaanse staat Nevada, en valt bestuurlijk gezien onder Douglas County.

## Demografie
Bij de volkstelling in 2000 werd het aantal inwoners vastgesteld op 3357.

## Geografie
Volgens het United States Census Bureau beslaat de plaats een oppervlakte van 12,4 km², geheel bestaande uit land. Gardnerville ligt op ongeveer 1492 m boven zeeniveau.

## Plaatsen in de nabije omgeving
De onderstaande figuur toont nabijgelegen plaatsen in een straal van 20 km rond Gardnerville.